# Pipirig
Pipirig es una comuna ubicada en el distrito de Neamț, Rumania.

## Superficie
Posee una superficie de 196,8 kilómetros cuadrados.

## Demografía
Hasta 2021 la población era de 8352 habitantes, con una densidad de población de 42,44 habitantes por kilómetro cuadrado.